# Гандинагар
Гандинага́р (гудж. ગાંધીનગર, англ. Gandhinagar) — город в Западной Индии, столица штата Гуджарат.

## История
В 1960 году индийский штат Бомбей был разделен на два штата — Махараштру и Гуджарат. Первоначально столица Гуджарата располагалась в Ахмадабаде, а в 1970 году была перенесена в новый город Гандинагар (основан в 1964 году), расположенный на обоих берегах реки Сабармати. Гандинагар выполняет главным образом административные функции. Назван в честь Махатмы Ганди.

## География и климат
Город расположен в 23 км к северу от Ахмадабада и примерно в 464 км к северо-западу от Бомбея, на высоте 80 м над уровнем моря. Гандинагар — очень зелёный город, около 54 % от его общей территории покрыто деревьями.
| Показатель                    | Янв. | Фев. | Март | Апр. | Май  | Июнь | Июль  | Авг.  | Сен.  | Окт. | Нояб. | Дек. | Год   |
| ----------------------------- | ---- | ---- | ---- | ---- | ---- | ---- | ----- | ----- | ----- | ---- | ----- | ---- | ----- |
| Средний суточный максимум, °C | 28,2 | 30,5 | 35,5 | 39,0 | 41,2 | 38,3 | 33,7  | 32,3  | 33,7  | 35,8 | 32,5  | 29,2 | 34,2  |
| Средняя температура, °C       | 19,9 | 22,0 | 27,0 | 30,9 | 33,6 | 32,7 | 29,7  | 28,6  | 28,8  | 28,4 | 24,5  | 21,0 | 27,3  |
| Средний суточный минимум, °C  | 11,6 | 13,5 | 18,5 | 22,9 | 26,0 | 27,2 | 25,8  | 24,9  | 23,9  | 21,1 | 16,5  | 12,8 | 20,4  |
| Норма осадков, мм             | 1,4  | 1,2  | 1,2  | 0,7  | 9,4  | 85,1 | 272,7 | 170,5 | 112,9 | 13,9 | 6,4   | 1,8  | 677,1 |
| Источник:                     |      |      |      |      |      |      |       |       |       |      |       |      |       |

Гандинагар характеризуется тропическим муссонным климатом, в котором можно чётко выделить 3 сезона — зиму, лето и сезон дождей. За исключением сезона дождей климат в целом жаркий и засушливый. Наиболее жаркий период — с марта по июнь, когда средние максимумы изменяются от 36 до 42 °C, а минимумы — от 19 до 27 °C. Наиболее низкие температуры — в декабре и январе, когда средний максимум составляет около 29 °C, а средний минимум — около 14 °C. Сезон дождей продолжается с середины июня по середину сентября. Средняя годовая норма осаков — около 803 мм.

## Население
По данным переписи 2001 года население города составляет 195 891 человек. Доля мужчин — 53 %, женщин — 47 %. Средний уровень грамотности составляет 77,11 % (82 % для мужчин и 73 % для женщин). Доля детей в возрасте младше 6 лет — 11 %. Около 95 % населения Гандинагара исповедуют индуизм.

## Транспорт
Ближайший аэропорт — Международный аэропорт имени Сардара Валлабхай Пателя, расположенный в Ахмадабаде. Имеется железнодорожное сообщение.

## Достопримечательности
В городе расположен один из крупнейших храмов штата Гуджарат — Акшардхам, строительство которого закончилось в 1992 году. Храм привлёк к себе внимание в 2002 году, когда на него было организовано вооружённое нападение террористов.